# João Uva
João Uva (ur. 19 maja 1980 w Lizbonie) – portugalski rugbysta grający na pozycji rwacza, reprezentant kraju, uczestnik Pucharu Świata w 2007 roku.
Podczas kariery sportowej związany był z klubami CF Os Belenenses, Unió Esportiva Santboiana oraz Bandeirantes. Zdobył mistrzostwo Hiszpanii i Portugalii oraz otrzymał nagrodę dla gracza roku 2008 w Portugalii, karierę zaś zakończył wicemistrzostwem Brazylii w 2011 roku.
W reprezentacji Portugalii, której był również kapitanem, w latach 2000–2009 rozegrał łącznie 42 spotkania zdobywając 15 punktów. W 2007 roku został powołany na Puchar Świata, na którym wystąpił we wszystkich czterech meczach swojej drużyny.
Reprezentował również kraj w zespołach juniorskich oraz w rugby siedmioosobowym.
Jeszcze będąc aktywnym graczem trenował drużyny juniorskie, a po zakończeniu kariery sportowej został w 2012 roku trenerem São Paulo Athletic Club.
Brat Vasco, jego kuzynami są natomiast Gonçalo Uva oraz Margarida Sousa Uva – żona José Barroso.